# Pięć nieczystych zagrań
Pięć nieczystych zagrań (duń. De fem benspænd) – duński film dokumentalny z 2003 roku w reżyserii Larsa von Triera i Jørgena Letha, zrealizowany w ramach koprodukcji międzynarodowej.

## Obsada
- Lars von Trier – on sam
- Alexandra Vandernoot – idealna kobieta
- Patrick Bauchau – idealny mężczyzna
- Jacqueline Arenal
- Daniel Hernandez Rodriguez
- Bob Sabiston – on sam
- Meschell Perez

i inni